# Western Roll
Der Western Roll, teilweise auch Rollstil genannt, ist eine veraltete Technik im Hochsprung.

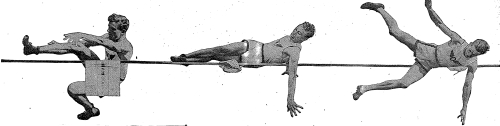
Horine beim Hochsprung mit dem Western Roll

## Technik
Beim Western Roll läuft ein Rechtsspringer von rechts an, ein Linksspringer von links, wobei beide Male der Körper in eine Rücklage versetzt wird. Weiter besteht der Western Roll aus einer einzigen horizontalen Bewegung, bei der das parallel zur Latte gebrachte Sprungbein unter dem Schwungbein hindurch über die Latte gezogen wird.
Läuft man von links an, dreht man sich nach links zur Seite und zieht das Sprungbein unter den Körper, wenn man die Latte passiert hat streckt man es und landet sowohl auf ihm als auch auf beiden Händen. Diese Landung nennt man Dreipunktlandung. Für viele Sportler war diese Technik zu kompliziert und kam daher nicht in Frage.
Darüber hinausgehend ist die Position des Körpers zum Boden fast parallel, der Kopf wird etwas angehoben. Der gesamte Körper rollt quasi über die Latte in der Reihenfolge (beim Rechtsspringer): linker Arm, Körper mit beiden Beinen, Kopf, rechter Arm.
Diese Technik hat den Vorteil, dass der Körperschwerpunkt niedriger liegt als beim bis dahin angewandten Schersprung.

## Geschichte
George Horine (1890–1948, USA) gilt als der Erfinder dieser Sprungtechnik, die den von dem Amerikaner William Page 1874 erfundenen Schersprung ablöste.
Der Rollstil wurde bis in die 1950er Jahre hinein praktiziert und gilt inzwischen als überholt. Zunächst sprang man ab 1936 den Straddle und heutzutage im Wettkampf nur noch den Fosbury-Flop. Weitere Weltrekordler und Weltmeister dieses Stils waren:
- Cornelius Johnson